# Nagykálló
Nagykálló is een plaats (város) en gemeente in het Hongaarse comitaat Szabolcs-Szatmár-Bereg. Nagykálló telt 10 483 inwoners (2005).